# Izbica Kujawska (gmina)
Izbica Kujawska est une gmina mixte du powiat de Włocławek, Couïavie-Poméranie, dans le centre-nord de la Pologne. Son siège est la ville d'Izbica Kujawska, qui se situe environ 33 km au sud-ouest de Włocławek et 69 km au sud de Toruń.
La gmina couvre une superficie de 132,05 km2 pour une population de 8 008 habitants.

## Géographie
La gmina est bordée par les gminy de Babiak, Boniewo, Lubraniec, Przedecz et Topólka.